# Emericellopsis humicola
Emericellopsis humicola är en svampart som först beskrevs av Cain, och fick sitt nu gällande namn av Cain ex Grosklags & Swift 1957. Emericellopsis humicola ingår i släktet Emericellopsis, ordningen köttkärnsvampar, klassen Sordariomycetes, divisionen sporsäcksvampar och riket svampar.   Inga underarter finns listade i Catalogue of Life.